# لایحه تأمین امنیت زنان در ایران
لایحه تأمین امنیت زنان، لایحه مقابله با خشونت علیه زنان یا لایحه منع خشونت علیه زنان در ایران لایحه‌ای است برای تأمین امنیت جانی زنان که تا آذر ۱۳۹۶ به مرحله نهایی ارائه به مجلس رسیده‌است. این لایحه شامل ۳ بخش بازدارندگی، حفاظتی و حمایتی است.
جلوگیری از ازدواج اجباری دختران زیر ۱۸ سال و تأمین خانه امن برای این دختران یکی از موارد مهم این قانون است؛ علاوه بر آن معاون فراکسیون زنان مجلس اشاره کرده‌است که اسیدپاشی و اینکه شخص جنایتکار که یک زندگی را تا آخر عمر نابود کرده با مجازاتی کم، دوباره به جامعه بازمی‌گردد. نیازمند تصویب قانونی است تا دیگر کسی جرئت ارتکاب جرمی مثل اسیدپاشی نداشته باشد.

## مورد تأیید بودن کلیات لایحه
اردیبهشت ۱۳۹۵ شهیندخت مولاوردی معاون زنان و خانواده رئیس‌جمهور ایران در اشاره به خانه‌های امن گفت که ویژگی‌های بومی و مذهبی جامعه در آن رعایت شده اما در حال حاضر به دلیل نداشتن امکانات استاندارد کافی، زنان آسیب‌دیده فقط می‌توانند تا دو روز در آن پناه بگیرند. وی دربارهٔ تأخیر این لایحه افزود که تلاش بر آن بوده‌است که تمام جوانب سنجیده شود تا در مرحله ارائه به مجلس، شورای نگهبان و اجرا مشکلی ایجاد نشود همچنین در جوانب قضایی این لایحه با قوه قضائیه هماهنگ شده‌است و به دستگاه‌های مختلف نیز برای نظرسنجی فرستاده شد تا اوایل خرداد ۱۳۹۵ پاسخ آن دریافت شود.
۶ آذر ۱۳۹۶ نایب‌رئیس فراکسیون زنان مجلس با اشاره به موافقت مجلس با کلیات لایحه اما نیاز به زمان بیشتر برای بررسی جزئیات، از ارسال لایحه به مجلس در دوهفته آینده خبرداد.

## جزئیات مورد بحث
به گفته ذبیح‌الله خدائیان، معاون حقوقی قوه قضائیه در این لایحه مواردی مانند توهین به عنوان مصداق آزار روانی به خوبی مطرح شده‌است که به گفته وی پیش از این هم جرم بوده‌است، اما برای برخی موارد مانند تحت نظر گرفتن مصداقی مطرح نشده و مبهم است و برای اعلام جرم نیاز به محدود کردن و شفافیت دارد. وی ۲۰ جرم‌انگاری جدید در این لایحه را نقطه ضعف دانسته‌است.

## جنجال زهرا آیت‌اللهی و روزنامه کیهان
۴ دی ۱۳۹۶ رئیس شورای فرهنگی اجتماعی زنان شورای عالی انقلاب فرهنگی در روزنامه کیهان انتقاداتی را به این لایحه وارد کرد از جمله:
به تعبیر خانم معاون رئیس‌جمهور (شهیندخت مولاوردی) چهاردیواری دیگر اختیاری نیست و باید چشمان و دستانی از قانون و قاضی مراقب باشد تا در خانواده کسی به زن نگوید بالای چشمت ابروست.
و در متن خود در کیهان این لایحه را «الگوبرداری از اسناد سازمان ملل و قوانین غربی» دانسته و نوشت: «این لایحه در جهت اطاعت از بند ۲ هدف ۵ سند ۲۰۳۰ تهیه شده‌است.»این گفته‌های وی واکنش‌های بسیاری ایجاد کرد. واکنش پروانه سلحشوری، رئیس فراکسیون زنان مجلس :
وقتی صحبت‌های او را می‌خوانیم گویی یک مرد ضد زن خشونت طلب دربارهٔ لایحه منع خشونت علیه زنان موضع گرفته‌است.
سلحشوری، ۵ دی در مصاحبه با ایسنا می‌گوید که گفته‌های زهرا آیت‌اللهی منشأ از «تفکرات سیاسی» وی دارد. «نمی‌شود گفت که چون شوهر، محرم زن است هر کاری می‌خواهد بکند، باید تعریفی از انسان بودن زن داشته باشیم» 

### خشونت علیه زنان
به گزارش تسنیم سال ۹۵ تعداد ۱۳۳۷۰ مورد آزار همسر به اورژانس گزارش شده‌است که ۲۰۰۰ مورد مراجعه به مراکز مدیریت بحران و ۸۲۰۰ مورد تماس با ۱۲۳ بوده‌است و از ۱۳هزار مورد ۹۵۰۰ مورد در پزشکی قانونی ثبت شدند و درصد بالایی از قتل‌ها مربوط به نزاع خانوادگی معمولاً زوجین می‌باشد.
آذر ۹۶ یکی از مقامات رسمی سازمان بهزیستی اعلام کرد که در استان تهران که نسبت به دیگر نقاط کشور زنان وضعیت بهتری دارند یک سوم زنان در معرض خشونت هستند. آذر ۹۳ قاضی محمدعلی اسفنانی، سخنگوی کمیسیون حقوقی و قضایی مجلس، گفت میزان مرگ ناشی از خشونت در زنان ۱۵ تا ۴۴ سال با میزان مرگ از سرطان برابر است.

## کوتاهی در قانونی کردن لایحه تأمین امنیت زنان
دبیرکل حزب اتحاد ملت ایران اسلامی در توییتی نوشت: «مونا حیدری این بار در خوزستان، قربانی دیگر قتل‌های ناموسی می‌شود؛ چرا که لایحه تأمین امنیت زنان در ایران پس از سال‌ها رفت و برگشت بین نهادهای مسئول [جمهوری اسلامی] معطل مانده‌است». وی به سرانجام نرسیدن لایحه رومینا و تئوریزه و بازتولید شدن خشونت بر ضد زنان را از دلایل تکرار قتل‌های ناموسی دانست.
.
برخی از فعالان حقوق زنان، متهم ردیف اول پرونده قتل مونا حیدری (قتل ناموسی در ایران) را حکومت دینی‌ای دانستند که این‌گونه قتل‌ها را مجاز می‌شمارد.
بر طبق ماده ۳۰۲ قانون مجازات اسلامی ایران، در صورتی که شوهری، زن خود را هنگام رابطه جنسی با مرد بیگانه مشاهده کند و یقین داشته باشد که این رابطه جنسی، از روی اجبار نیست، می‌تواند با کشتن همسر خود و مرد بیگانه، از مجازات در امان باشد.